# 사르후 전투
사르후 전투(만주어: ᠰᠠᡵᡥᡡ sarhū, 중국어: 薩爾滸之戰)는 1619년 명나라에 쳐들어온 후금에 대항하기 위해 명나라, 조선, 여진족까지 참전한 전투다. 이 전투에서 명나라는 후금에게 패하여 쇠퇴하게 되었고, 후금은 만주 지역을 완전히 차지하였다.
한편 군대를 파병한 강홍립의 조선군 부대는 명군의 패배소식을 듣고 급히 진을 쳐서 청군을 막고자 했지만 평지에서 조총수가 병력의 반이상이였던 조선군은 후금의 기병대에게 크게 패하고, 후금군에게 2일 동안 포위되어 결국 항복하게 된다.

## 배경

### 명나라의 누르하치 토벌 작전
건주 여진을 통일하고 1616년에 한으로 즉위하여 후금을 일으킨 누르하치는 1618년 명나라에 대해 "일곱 큰 원한"을 내걸고 선전 포고를 하고 요동의 명 거점인 무순을 공격했다. 명나라는 이에 대해 양호를 요동 경략으로 임명하고 여진을 토벌하게 했다.
그러나 명군은 예산 부족으로 군사의 결집에 시간이 걸렸으므로, 양호는 병력을 보충하기 위해 후금에 북쪽에 접해 있는 예허와 남쪽에 있는 조선에도 원병을 요청했다. 예허는 여진을 통일하기 위해 누르하치와 대립하고 있었기 때문에 이것에 응했다. 한편 조선의 국왕 광해군은 출병을 꺼렸지만, 임진왜란 때 명에 도움을 받은 일이 있었기 때문에 거절하지 못하고, 조선은 도원수 강홍립에게 1만의 병력을 주어 압록강을 넘게 했다.
1619년 10만 명군은 전군을 4개의 군단으로 나누어 네 곳으로 누르하치의 본거지 허투알라(赫圖阿砬 Hetuala, 혹은 흥경興京)를 포위하기 위해 진격을 시작했다. 북로는 개원 총병관 마림이 예허의 원군과 함께 개원에서, 서로는 산해관 총병관 두송이 심양에서 출발하여, 양군은 허투알라와 무순의 중간에 있는 사르후(薩爾滸, Sarhu)에서 합류하여 허투알라를 목표로 진격했다. 또한 남로에서 요동 총병관의 이여백이 요양에서 청하를 넘어 진격했고, 동로에서 요양 총병관 유정이 조선 군대를 대동하고 단동 부근에서 북상하여 각각 서남과 동남에서 직접 허투알라로 진격했다. 총사령관 양호는 예비 병력과 함께 후방인 심양에서 대기하면서 전군을 총지휘 하였다.

## 명나라의 군대 편성
총사령관 양호는 예비 병력과 함께 후방인 심양에서 대기하면서 전군을 총지휘 하였고, 10만의 명군은 전군을 4개의 군단으로 나누어 네 곳으로 누르하치의 본거지 허투알라를 포위하기 위해 진격을 하게 했다.

### 좌측 북로군
북로는 개원 총병관 마림이 예허의 원군과 함께 개원에서 출발하여 허투알라와 무순의 중간에 있는 사르후에서 합류하여 허투알라를 목표로 진격했다.

### 좌측 서로군
서로는 산해관 총병관 두송이 심양에서 출발하여, 양군은 허투알라와 무순의 중간에 있는 사르후(薩爾滸, Sarhu)에서 합류하여 허투알라를 목표로 진격했다.

### 우측 동로군
동남로에서 요양 총병관 유정이 강홍립이 이끄는 조선 군대와 함께 단동 부근에서 북상하여 각각 서남과 동남에서 직접 허투알라로 진격했다.

### 우측 남로군
요동 총병관의 이여백이 요양에서 청하를 넘어 진격했다.

## 전투 과정

### 사르후 전투
이에 대해 누르하치는 허투알라에서 명군 전체와 싸우는 것을 피하고, 각개 격파를 시키기 위해 먼저 허투알라 북방에서 첫 번째 공방의 거점이 되는 사르훠 산 및 강 맞은 편에 있는 자이퍈 산에서 명군을 방어하기 위해 성을 쌓았다.
군의 진군은 눈 때문에 지연되었고, 1619년 3월 1일, 두송의 서로군만 사르훠 근처에 도착했다. 사르훠(薩爾滸, 만주어: ᠰᠠᡵᡥᡡ Sarhū) 및 자이퍈(界凡, 만주어: ᠵᠠ‍ᡳᠶᠸ‍ᡳ‍ᠶᠠᠠ Jaifiyan)에서 후금군이 성을 쌓고 있는 것을 본 두송은 마림군의 도착을 기다리지 않고 2월 29일 사르후 앞의 혼하를 건너 사르훠 산에 공격을 개시했다. 병력이 더 많았던 두송군은 사르후 산을 즉시 점령하고 25,000의 병력 중 10,000명을 수비를 위해 남겨두고, 나머지 주력 15,000명을 자이퍈 산 공격에 투입했다.
한편, 주력군과 함께 허투 알아에 있었던 누르가치는 명군의 도착 소식을 듣고, 바로 사르후를 향해 출발하여 저녁에 사르후의 남쪽에 도착했다. 누르하치가 도착했을 때, 자이퍈을 지키는 후금의 수비병은 방어를 하지 못해 후퇴를 하였고, 후방의 기린 하다에 들어가 있었다. 누르하치는 8기(8군단)으로 구성된 후금군 주력 중 2기를 자이퍈의 적 주력에 대한 견제로 파견하는 한편, 자신은 6기의 군단을 이끌고 땅거미를 타고 사르훠에 육박했다.
사르훠를 지키는 명군은 적군이 기린 하다 수비대와 합류하여 자이퍈으로 향한다고 생각했기 때문에 완전히 기습을 받은 형태가 되어, 혼란과 어둠으로 인해 화력을 거의 살리지 못한 채 접근전에 의해 괴멸 당했다. 후방 부대의 괴멸로 자이퍈에 있는 명군 주력은 동요를 했고, 견제를 위해 파견된 2기의 기린 하다 수비대와 사르훠에서 전진한 후금군 주력 6기의 군사에 의해 세 방향에서 공격을 받았다. 결국 속수무책으로 괴멸당하고, 두송과 휘하의 주요 장령들은 전사를 했다.
사르훠 전투의 실연은 심양 동쪽 교외에 있는 기반산 국제관광구의 선양 세계박람회회 공원(2006 중국 심양 세계 원예 박람회의 회장 뒤)에서 볼 수 있다.

### 상간하다 전투
한편, 두송 서로군과 합류하기 위해 북쪽에서 사르후으로 향하고 북로군 마림군은 두송이 전사했을 때 사르후 북쪽에 있는 상간하다(尚間崖)라는 지점에 있었다. 1619년 3월 2일, 두송군의 괴멸 소식을 듣고 마림군은 상간하다로 후퇴하여 참호를 파고, 대포를 거취시켜 후금군의 공격에 대비했다.
후금군은 명군의 화기에 대한 대책으로 말을 타지 않은 병사가 참호를 돌파하고, 그 뒤를 기병이 공격하는 전법을 내놓았으며, 이 전투에서도 그 전략을 취하려고 했다. 그러나 상간하다에 도착한 누르하치가 이끄는 후금군은 본대가 고지를 점령하고 명군의 참호를 위에서 공격하였고, 명군은 이를 방어를 하면서 후금군을 공격했다. 이후 후금군이 기마대로 공격을 감행하여 난전이 되었지만, 마림과 불화를 겪던 반종안을 사령관으로 하는 명군의 후방 부대는 마림의 본대에 구원부대를 보내지 않았고 곧 마림은 패주했다.
이어 반종안의 진을 공격한 후금군은 말을 타지 않은 병사들이 적의 화기를 제거한 후에 기병을 돌격시켜 반종안도 패주를 시켰다. 마림과 반종안의 패전 소식을 들은 예허 원군은 후금군과 전투를 포기하고 자국으로 철수했다.

### 아부달리 전투
북서로군의 패전 소식을 접한 양호는 살아남은 이여백과 유정, 양군에게 진격 중지를 알렸다. 이여백군은 원래 천천히 진격을 하고 있었기 때문에 즉시 퇴각했지만, 유정군은 이미 적지 깊숙이 진격하여 중단 명령을 받지 못하였다.
유정군은 〈상간하다 전투〉가 있었던 1619년 3월 2일 허투알라의 남쪽을 방어하는 후금의 수비대를 격파하고 순조롭게 북진을 계속하고 있었다. 이 정보를 얻은 누르하치는 사르후 방면에서 북로 군과 싸우고 있던 후금군을 재집결하여 허투알라(赫圖阿拉)로 돌아가는 유정군을 맞아 차남 다이샨(代善)이 이끄는 주력을 파견했다. 3월 4일, 유정군은 허투알라라의 남쪽, ‘아부달리’(阿布達裡)라는 지점에서 다이샨 군과 조유하여 즉시 진을 고착시켰다. 이에 다이샨 그 동생 홍타이지(8남), 그리고 별동대를 이끌고 유정의 후방에 있던 누르하치의 부장 다르한 희야와 함께 세 방향에서 유정의 진지를 포위, 공격하여 명군을 괴멸시켰고, 유정과 명나라 장수들은 화약더미에 불을 붙여 자폭했다.

### 부차 전투
아부달리 전투가 있었을 때, 조선군과 명나라 유정군 후방 부대는 자금 부족으로 유정의 주력보다 늦게 출발하여, 아부달리 남쪽 ‘부차’(富察, 현재의 환런 만족 자치현)라는 지점에 머물고 있었다. 다이샨은 즉시 진격을 시작하여 홍타이지를 선봉으로 하는 후금군이 부차에 육박했다. 조선군의 강홍립은 조총과 장창으로 전면에 방어선을 구축하고 이를 맞아 싸웠으나, 강한 역풍으로 인해, 불이 꺼지고, 화기의 연기에 시야를 빼앗겼다. 그 틈을 이용해 후금군 기병이 돌격하여 선봉부대를 돌파하였다. 이때 좌영을 방어하던 조선군 장수 김응하가 전사를 하였다.
명군도 치명적인 타격을 받았으며, 밤이 되자 조선군 중영 본영은 5,000명만이 고립되어 포위되었다. 후금은 조선군에 항복을 권했고, 결국 이틀을 굶은 강홍립과 조선군은 남은 병력을 이끌고 누르하치에게 투항했다. 조선군의 투항 사실을 알게 된 명군의 장교는 자살하고 동남로군은 소멸했다.
(정조는 이 전투를 《심하전투》(深河戰役)라고 언급했으며, 이때 전사를 한 김응하는 충무공의 시호를 추서받았고, 명나라 신종 황제는 그를 요동백에 추서한다.)

## 결과 및 영향
명군의 패인은 여러 장수가 서로 떨어져 있어 완전히 연락을 취하지 못했고, 공을 다투어 후금의 각개 격파를 허락한 것이 가장 치명적인 용인이다. 더군다나 조선군은 명나라가 임진왜란 당시 조선에 파병했기 때문에 파병했지만 13,000명의 조선군 중 주요 지휘관과 많은 병력이 전사하고 5,000여명만이 청나라에 투항한다. 이 전투 이후 요동의 명군은 후금에 밀리게 되어 개원, 선양, 요양이 잇달아 후금의 손에 떨어지게 된다. 결국 명나라 조정은 양호를 파면하고, 웅정필을 감찰어사 겸 대리사승으로 임명하여 요동을 지키게 한다.
노추(후금)에게 항복한 강홍립은 1619년 4월 2일 명나라의 사대주의에 물든 신하들의 압력으로 관직을 삭제당하였다. 또한 그들은 강홍립, 김경서, 정응정, 여눌 등의 가족까지 구금을 요청했지만, 광해군은 끝까지 그를 감쌌다. 1620년 이들은 강홍립이 귀국을 하면 옥에 가두고 명나라로 보낼 것을 주장하기도 했다. 그리고 강홍립은 항복 후 청나라에 자신들의 상황을 설명하였다.
1620년 명나라 만력제가 사망하였다. 뒤를 이어 태창제(광종)가 즉위했으나 29일만에 신하에게 독살당하고 천계제(희종)가 즉위하였다. 1621년 3월에는 후금군이 명군을 만주 지역에서 완전히 몰아냈고 그해 5월에는 선양을 점령하여 수도로 삼았다.
조선이 1619년 파병을 한 지 4년 후 국내에서도 신하들과의 광해군의 갈등은 점점 더 깊어졌고, 1623년 인조반정을 통해 중립정책을 펼치던 광해군이 폐위되고, 친명 정책을 펴는 인조가 즉위하였다. 조선 인조는 권력의 변화가 일어나는 국제 정세를 제대로 파악하지 못하고 친명정책으로 전환하였으며, 결국 1627년 정묘호란을, 1636년 12월에 병자호란을 겪게 되고, 이듬해 1637년에는 청나라 군대를 피해 도주하다가 남한산성에서 용골대에게 잡히는 바람에 치욕적인 항복으로 삼전도의 굴욕을 겪게 된다.
1626년 누르하치가 영원성 전투에서 원숭환의 공격으로 전사하였고, 그의 여덟째 아들 홍타이지가 후금 황제로 즉위하였다. 이듬해 1627년 천계제가 죽고 숭정제가 즉위하였는데, 1629년 6월 누르하치를 죽인 원숭환이 모문룡을 처형하자, 1630년 8월 숭정제가 원숭환을 처형하였다.
1636년 홍타이지는 국호를 청나라로 선포하였다. 그해 12월 홍타이지가 128,000명의 군사를 이끌고 조선을 침공하였다.

## 병력
| 단위   | 지휘관 | 총계                                                                          |
| ------ | --- | ----------------------------------------------------------------------------- |
| 총수   | 요동 경략 양호 | 15,000명                                                                      |
| 서로군 | 산해관 총병 두송 보정 총병 왕선 원임 총병 조몽린 경략표하우익 영관유격사도사 류우절 원임 참장 시국동 원임 유격 왕호 원임 유격 장대기 원임 유격 양흠 원임 유격 왕해룡 관무순유격사비어 양여달 원임 참장 공념수 원임 참장 이희필 감군위 분순 병비부사 장전                                                         | 2,000명 5,000명 6,000명 약 2,000명 약2,000명 약 2,000명 총 약 29,000명        |
| 북로군 | 개원 총병 마림 개원 관부총병사 유격 마암 관해주참장사유격 정벽 유격 갈세봉 관신병우영원임 유격 조계정 관신병중영원임 참장 이응선 원임수비 강만춘 찬리위수암통판 동이려 개원도검사 반종안 철령 유격정국량 경운관유격사도사 두영징（감엽혁군）, 마연, 마습                                                         | 5,500명 약 2,000명 6,050명 약 2,000명 약 500명 총 약 22,050명                 |
| 북로군 | 예허부 원군 패륵 김태길, 포양고 | 약 10,000명 명조, 총 약 34,050명                                              |
| 동로군 | 요양 총병 유정 관관전유격사도사 조천정 남경륙영도사 요국보 산동관도사사 주문 원임부총병 강만화 애양수비서구은 석병관비어주익명 찬리위동지 황종주 관진강유격사 도사 교일기（감조선군） 해개병비 부사 강응건 류초손                                                                                                | 1,838명 약 2,000명 3,000명 1,500명 약 2,000명 약 500명 1,500명 총 약 12,338명 |
| 동로군 | 조선도원수 의정부 좌참찬 강홍립 중군 관원임절 도사 이계선 총령대장 부원수 평안도 절도사 김경서 중군 관우후 안여눌 분령변비 방어사 문희성 좌 조방장 김응하 우 조방장 이일원 | 총 약 13,000명 명조, 조선 총 약 27,338명                                      |
| 남로군 | 요동총병 이여백 관료양부총병 사참장 하세현 경략 표하좌일영관 유격 사도사 장응창 관의주참장사 부총병 이회충 총진좌영 유격 대유광 총진 우익영관 유격 사도사 풍응괴 무정영유격 왕세공 서평비어 서성명 가함도사 이극태 원임 유격 오공경 원임 유격 우수지 원임 유격 장창윤 찬리위추관 정지범 감군위수 병비참의 염명태 | 약 2,000명 약 500명 약 2,000명 총 약 20,500명                                 |

## 참고 문헌
- 소설 태조(누르하치, 만주국 민생부 大臣賞), 1940년 3월 1일 《삼천리》 제12권 제3호[깨진 링크(과거 내용 찾기)]

## 같이 보기
- 1626년 영원성 전투
- 1627년 정묘호란